# Woolford’s Water
Woolford's Water – wieś w Anglii, w hrabstwie Dorset. Leży 16 km na północ od miasta Dorchester i 178 km na południowy zachód od Londynu.